# Indutiomarus
Indutiomarus (1. století př. n. l.? – 54/53 př. n. l. Galie) byl vůdce keltského kmene Treverů a válečník v období galských válek římského vojevůdce a prokonzula Julia Caesara. 
Indutiomarus byl v kmeni Treverů vůdcem protiřímsky smýšlející strany a politickým rivalem prořímského válečníka Cingetorika. V roce 54 př. n. l. se Indutiomarus připravoval na válku proti Římanům a tak evakuoval svůj lid do Arden. Nicméně když Julius Caesar cestou do Británie přišel na území Treverů, tak přední stoupenci Indutiomara opustili a tím umožnili Caesarovi průchod jejich územím bez větších potíží. Julius Caesar si pro jistotu vzal 200 rukojmích, včetně několika Indutiomarových rodinných příslušníků. Caesar také využil příležitosti a na úkor Indutiomara podpořil Cingetorika v boji o moc v kmeni Treverů.
Po tomto incidentu se Indutiomarus stal ještě větším odpůrcem Římanů a čekal na příležitost, aby se pomstil. Tato příležitost nastala ve chvíli, kdy Caesar potřeboval zajistit potraviny pro všechny své vojáky a tak legie rozdělil do zimních stanovišť v různých částech Galie. Indutiomarus začal pobízet vůdce kmene Eburonů Ambiorika a Cativolca, aby zaútočili na římskou legii umístěnou na území Terverů, zatímco on by se vydal na pochod proti římskému vojevůdci Titovi Labienovi, který zimoval na území Remů, západně od Treverů (u dnešní Remeše). Znovu začal nabírat protiřímsky smýšlející Trevery a také během zimy vyslal několik treverských aristokratů do Germánie, aby hledali další spojence, včetně Senonů, Carnutů a Nerviů. Někteří se vydali i k Atuatukům mezi řekami Šeldou a Mázou.
Po tomto rozhodnutí prohlásil Cingetorika za nepřítele Galů a zabavil mu jeho majetek. Se svou kavalerií se vydal k římskému táboru Tita Labiena, který poté téměř každý den s kavalérií objížděl, čímž se snažil Římany zastrašit a zároveň zjistit jejich postavení. Během těchto dnů do římského tábor dorazily další jednotky auxilianů, které jednoho dne rychlým výjezdem z tábora objíždějící kavalérii Indutiomara napadli. Indutiomarus byl během napadení zabit při překračování řeky. Jeho smrt byla příčinou hněvu a další vzpoury Treverů, kteří se v roce 54 př. n. l. přiklonili na stranu galského válečníka Ambiorika, který se s římany střetl v bitvě u Atuatuka (dnes Tongeren).